# هاري ليونز
هاري ليونز (بالإنجليزية: Harry Lyons)‏ هو لاعب كرة قاعدة أمريكي، ولد في 25 مارس 1866 في تشيستر في الولايات المتحدة، وتوفي في 29 يونيو 1912 في Mauricetown, New Jersey ‏ في الولايات المتحدة.

## وصلات خارجية
- هاري ليونز على موقعبيزبول رفرنس.كوم (الدوري الرئيسي) (الإنجليزية)
- هاري ليونز على موقعبيزبول رفرنس.كوم (الدوري الثانوي) (الإنجليزية)